# Belitung
Belitung, tidligere også kendt som Billiton, er en ø hvor Javahavet og det Sydkinesiske Hav mødes, nær østkysten af øen Sumatra i Indonesien. Øen er del af provinsen Bangka-Belitung som blev oprettet ved udskillelse fra Sydsumatra i 2000. Øen er på ca. 4800 km².
Sundet mellem Belitung og Bangka hedder Gasparstrædet.
Hovederhvervet er peber- og tinproduktion.
Vigtigste by er Tanjung Pandan med 62.400 indbyggere (beregning, 2005). Hele øen har cirka 200.000 indbyggere.